# Lac Musquaro
Pour les articles homonymes, voir Musquaro.
Le lac Musquaro est situé dans le territoire non organisé Petit-Mécatina, dans la municipalité régionale de comté (MRC) Le Golfe-du-Saint-Laurent, dans la région administrative de la Côte-Nord, au Québec, au Canada.

## Géographie
Situé sur la Côte-Nord, le lac Musquaro couvre sur une superficie de 207 km². Le lac a une longueur de 43 km et une large de 8 km. Ce lac est formé par un élargissement majeur de la rivière du même nom.
Le lac Musquaro constitue le principal plan d'eau alimentant la rivière Musquaro. L'embouchure du lac est situé au fond d'une baie au sud du lac, est à environ 32,5 km (en ligne directe) au nord-est de la municipalité de Côte-Nord-du-Golfe-du-Saint-Laurent et du golfe du Saint-Laurent. Le lac Musquaro est situé au sud du Lac La Pommeraye, à l'ouest du Lac Marie-Claire, et à 4 km au nord du lac Musquanousse lequel se décharge dans la rivière Musquanousse dont l'embouchure est à 8 km à l'Est de l'embouchure de la rivière Musquaro.
La forme du lac Musquaro est complexe. Ce lac est parsemé d'îles et de presqu'îles de toutes formes et dimensions. Plusieurs de ces baies sont d'une forme longitudinale. Situé sur la Côte-Nord, ce lac reçoit ses eaux de quelques lacs et rivières dont le lac D'Auteuil, à l'ouest, qui paraît plutôt en être une extension.

## Toponymie
Le terme "Musquaro" est une traduction adaptée du langage amérindien, signifiant "queue d'ours noir". Les Montagnais désignent ce lac "Mahkuanu Nipi" ou "lac de la queue d'ours noir" ; et la rivière "Kapitahkuiat Hipu" (ou des segments de la rivière) ou Mahkuanu Hipu, rivière de la queue d'ours noir. Dans ses écrits, le père Charles Arnaud indique qu'en remontant la rivière Musquaro, l'on rencontre une montagne ayant la forme complète d'un ours ; il ne manque «pas même la queue».
Les Naskapis utilisent l'appellation "Maskuanu Shipis", la petite rivière de la queue d'ours noir. Ce toponyme figure dans les documents du XVIIe siècle, en utilisant des graphies distinctive. Sur sa carte du fleuve Saint-Laurent datée de 1685, J.-B.-L. Franquelin indique "Mascouarou". Au XIXe siècle et au début du XXe siècle, les graphies du toponyme de la rivière sont variées, bien que la prononciation soit similaire. Rouillard a répertorié les graphies suivantes : Muskwaro, Mascourao, Maskuaro, Masquaro et Musquaro. À ces graphies s'ajoutent celles de Maskouaro et de Musquarro.
Le toponyme "Lac Musquaro" a été officialisé le 5 décembre 1968 à la Banque des noms de lieux de la Commission de toponymie du Québec.